# Agujero azul

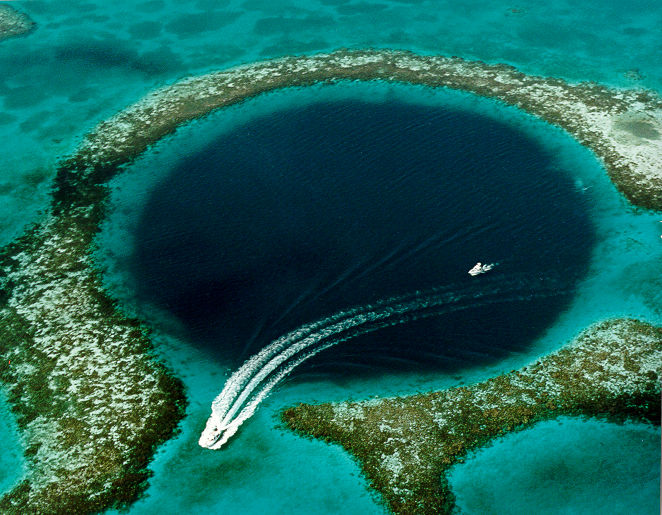
El Gran agujero azul (Great Blue Hole), ubicado cerca de Cayo Ambergris, Belice.

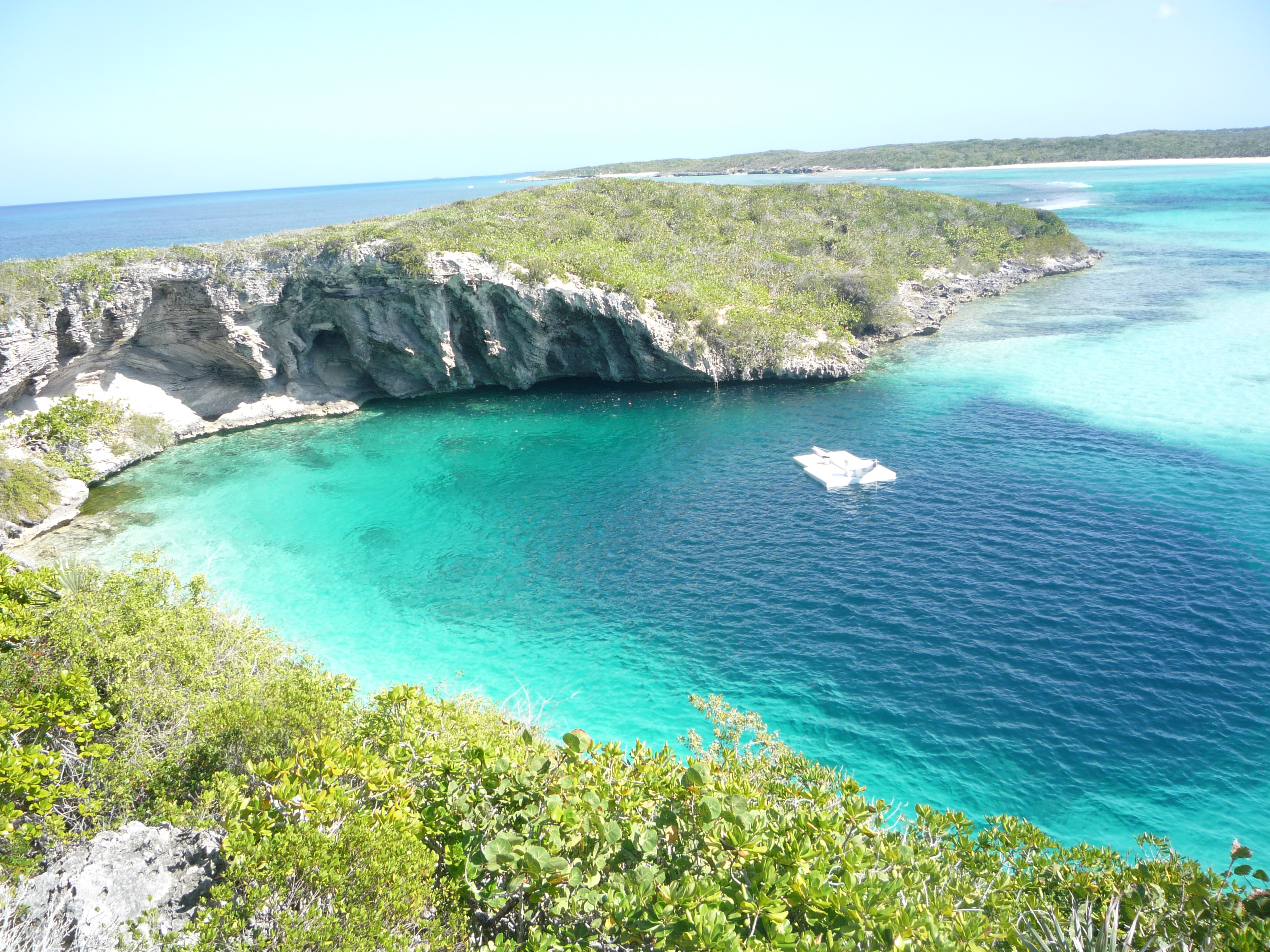
Agujero azul de Dean, en Long Island, Bahamas.

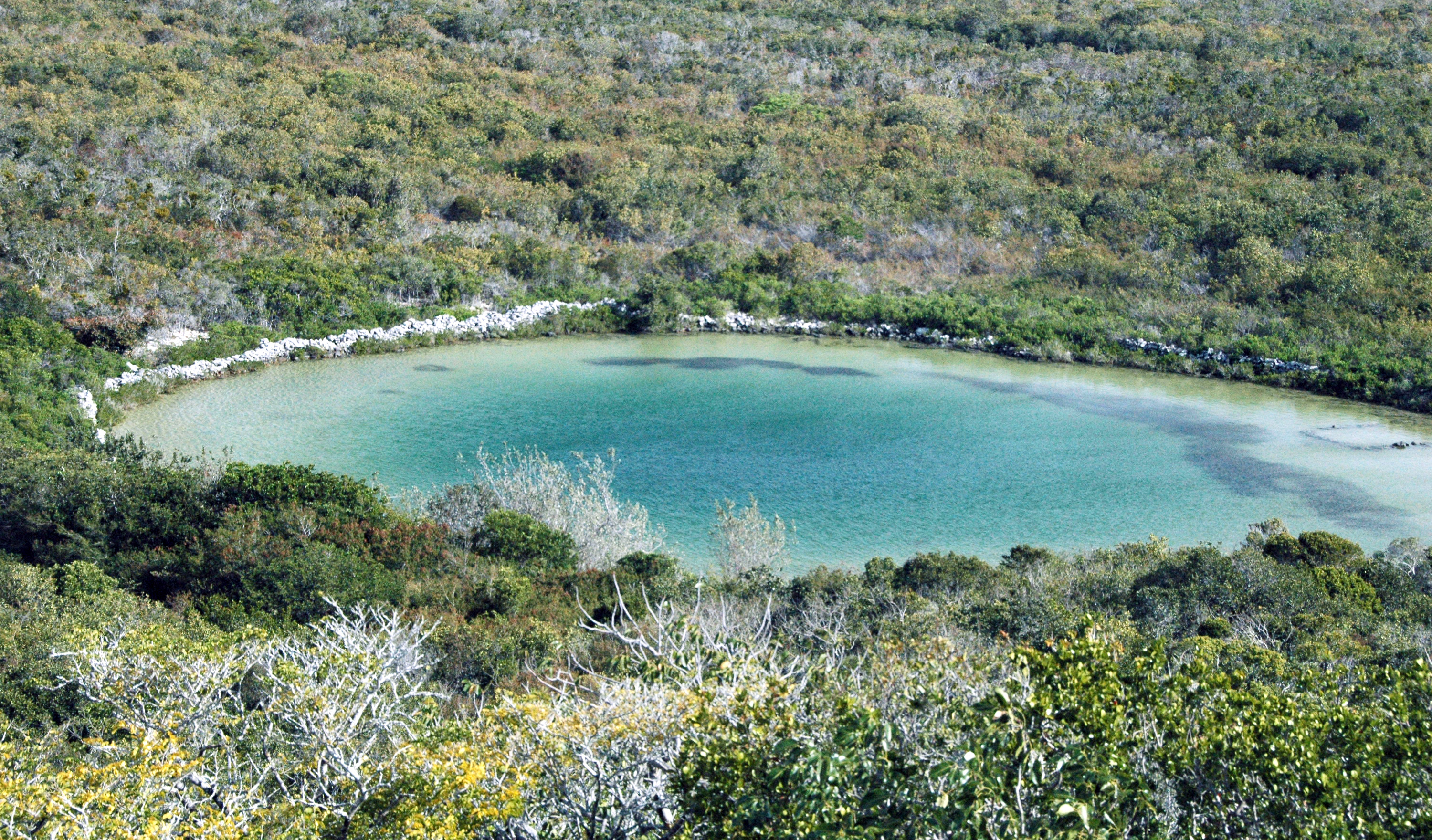
Agujero Azul de Watling, Isla de San Salvador, Bahamas.

Un agujero azul es una cueva marina vertical o sumidero sumergido que se forma en regiones de roca caliza. Se caracterizan por ser casi circulares, con paredes empinadas, y por el marcado contraste visual entre el azul oscuro de sus aguas profundas y los tonos más claros de las aguas someras circundantes.
La circulación del agua dentro de estos sistemas suele ser muy limitada, lo que genera condiciones anóxicas a partir de cierta profundidad. Estas condiciones no son aptas para la mayoría de la vida marina, aunque pueden encontrarse bacterias adaptadas a este entorno.

## Formación
Los agujeros azules se formaron durante las épocas glaciales, cuando el nivel del mar era entre 100 y 150 metros más bajo que el actual. En esas condiciones, la exposición subaérea de las rocas carbonatadas permitió la meteorización química y la formación de sistemas de cuevas cársticas. Al finalizar las glaciaciones, el aumento del nivel del mar inundó estas cavidades, algunas de las cuales colapsaron parcialmente, generando simas verticales.
Estas estructuras se encuentran con frecuencia en plataformas de carbonato poco profundas, como los bancos de las Bahamas, los cenotes de la península de Yucatán, y el Gran agujero azul en el arrecife Lighthouse de Belice.

## Agujeros azules destacados
- El Gran agujero azul de Belice, con una profundidad de 124 metros y más de 300 metros de diámetro, es uno de los más conocidos del mundo.
- El Agujero azul de Dean, ubicado en Long Island, Bahamas, con una profundidad de 202 metros, fue considerado el más profundo durante años.
- En 2021, se reportó el hallazgo del Agujero azul de Taam Ja', en la península de Yucatán, con una profundidad estimada de 420 metros, lo que lo posiciona como el más profundo hasta la fecha.[3][4]
- El Agujero azul de Sansha Yongle, en el mar de la China Meridional, con una profundidad de 301 metros, ha sido objeto de múltiples investigaciones por parte de oceanógrafos chinos. Es conocido localmente como "el Hoyo del Dragón".[5]

## Importancia científica
Los agujeros azules han sido objeto de investigación tanto geológica como biológica. En su interior se han hallado estalactitas, microbios extremos, capas de sulfuro de hidrógeno y registros geoquímicos valiosos para reconstruir climas pasados y estudiar la vida en condiciones extremas.